# Í svörtum fötum
Í svörtum fötum est un groupe islandais de pop et soul, actif entre 1998 et 2019.

## Histoire
Le groupe est formé en 1998, et publie un premier album éponyme cinq ans plus tard en 2002. le groupe se composait de Jón Jósep Snæbjörnsson, Áki Sveinsson, Hrafnkell Pálmarsson, Einar Örn Jónsson, et Páll Sveinsson. En 2004, ils publient leur album, Meðan ég sef, qui est suivi par des concerts promotionnels.
En 2019, le groupe cesse ses activités après le départ du chanteur Jón Sóep Snæbjörnsson. Les autres membres formeront un nouveau groupe appelé Nýju fötin kessarans.

## Membres
- Jón Jósep Snæbjörnsson (Jónsi) — chant
- Aki Sveinsson — basse
- Hrafnkell Palmmarsson — guitare
- Einar Örn Jónsson — clavier
- Páll Sveinsson — batterie

## Discographie

### Albums studio
- 2002 : Í svörtum fötum
- 2003 : Tengsl
- 2004 : Meðan ég sef
- 2006 : Orð

### Singles
- 2001 : Jólin eru að koma